# Herman Potočnik
Herman Potočnik [hêrman potóčnik] (psevdonim Hermann Noordung [nórdung-]), slovenski raketni inženir, častnik, pionir kozmonavtike (astronavtike), vesoljskih poletov in tehnologij, * 22. december 1892, Pulj, Avstro-Ogrska (sedaj Hrvaška), † 27. avgust 1929, Dunaj, Avstrija.

## Življenje
Oče Jožef Potočnik se je rodil leta 1841 v Slovenj Gradcu in je služboval kot štabni zdravnik in visok mornariški častnik (general) v Avstro-ogrski vojni mornarici, med drugim je bil tudi udeleženec bitke pri Visu pod poveljstovm zmagovitega Tegetthoffa iz Maribora. Mati Minka (Marija) se je rodila leta 1854 in je bila hči znanega trgovca z vini Franca Kokošinka (Franz Kokoschinegg), rojenega v Vitanju, ki se je že leta 1842 preselil v Maribor. 
Oče je leta 1894 v Pulju umrl, zato se je mati s štirimi otroki preselila v Maribor, kjer je še živela njena mati, Hermanova babica Camilla Kokoschinegg. Kot vdova po vojnem veteranu je dobila v najem novo stanovanje v drugem nadstropju leta 1894 zgrajene palače na vogalu sedanjega Slomškovega trga in Poštne ulice. Tako je Herman prve štiri razrede osnovne šole obiskoval v Mariboru, skupaj z bratoma Adolfom in Gustavom (kasneje oba mornariška častnika), ter sestro Frančko.
V šolskem letu 1903/1904 se je preselil v Bad Fischau pri Dunaju, kjer je obiskoval nižjo realko in prebival v deškem internatu. Njegov skrbnik je bil stric Josef Kokoschinegg, odvetnik v Gradcu. Vojaško šolo je obiskoval v Hranicah na Moravskem. Njegov stric Heinrich je bil generalmajor v vojski in mu je verjetno omogočil študij v avstrijskih vojaških šolah. Med letoma 1910 in 1913 je študiral na Vojaški tehniški akademiji v Mödlingu pri Dunaju in postal inženirski poročnik.
Že naslednje leto je moral na fronto, kot strokovnjak za mostovne in železniške gradnje je deloval v Galiciji, Srbiji, Bosni, na soški fronti kjer je bil priča predora do Piave in kasnejšega umika. Ker je v vojski zbolel za tuberkulozo, so ga leta 1919 upokojili s stotniškim činom. Tedaj je na Tehniški univerzi na Dunaju začel študirati elektrotehniko in strojništvo, leta 1922 je absolviral, tri leta kasneje postal inženir – strokovnjak za raketno tehniko. Naslednja štiri leta, ki so mu še preostala do smrti, je preživel z bratom Adolfom na Dunaju in se je popolnoma posvetil načrtovanju prodora v vesolje. 
Konec leta 1928 je (z letnico 1929) v Berlinu izšla njegova edina knjiga: Problem vožnje po Vesolju - Raketni motor, ki velja za eno temeljnih del prve generacije raziskovalcev vesolja, kjer je opisal načrt za preboj v vesolje in ureditev stalne vesoljske postaje z namenom opazovanja zemlje za mirne in (manj) za vojaške namene ter ugodnosti vesolja za raziskave. Knjiga je bila prevedena v ruščino 1935 in delno v angleščino 1929. V Berlinu so njegove zamisli vzeli resno medtem, ko so dunajski inženirji ocenili njegovo delo za domišljijo, čeprav je postala temelj za nadaljnje osvajanje vesolja. Je eden prvih snovateljev na svetu, ki je načrtoval izvorne rešitve in zasnove naprav za vesolje. Prvi je opisal krožno vesoljsko postajo, ki s kroženjem ustvarja umetno težnost in tako omogoča daljše in bolj učinkovito bivanje v vesolju brez stranskih učinkov breztežnosti na telo. Z izdajo knjige je Potočnik postal eden izmed najpomembnejših svetovnih utemeljiteljev potovanja in bivanja v vesolju. V knjigi je načrtoval izvirno (a ne njegovo – Ciolkovski) zamisel za navidezno nepremični satelit nad Zemljo, ki se vrti z enako hitrostjo, ter sporočanje z Zemlje preko radia. Poznavalci knjigo Problem vožnje po Vesolju razumejo kot temeljno delo z veliko rešitvami, ki omogočajo bivanje človeka v vesolju, saj je Herman Potočnik že načrtoval proizvodnjo elektrike s pomočjo sonca, kar priča o njegovi izjemni nadarjenosti. Njegova knjiga je vplivala tako na nemški, ameriški (Wernher von Braun: V2 prve balistične rakete – prvi predmet v vesolju, Apollo – prvi človek na Mesecu) kot ruski oz. sovjetski (Sergej Pavlovič Koroljov: oče sovjetskega vesoljskega osvajanja, poslal in sprehodil prvega človeka v Vesolje ) vesoljski razvoj. Von Braun, oče V2 in kasneje eden vodilnih v ameriških Apollo odpravah na Luno je celo izjavil, da mu je knjiga služila kot učbenik. Knjiga naj bi vplivala že na ruski film Pot k zvezdam režiserja Pavla Klušanceva, posnet leta 1958, pozneje pa še na veliko bolj slavni izdelek režiserja Stanleyja Kubricka, ki je leta 1968 v filmu 2001: Vesoljska odiseja (istoimensko knjižno predlogo je napisal Arthur Charles Clarke) za prikaz vesoljske postaje uporabil Potočnikove zamisli.
Pri 36 letih je na Dunaju umrl zaradi tuberkuloze, tam so ga tudi pokopali. Osmrtnica z navedbo čina in bolezni, ki pa ni omenjala njegovega dela o vesoljski tehnologiji, je bila objavljena v mariborskem časopisu.

## Dela
- Problem vožnje po vesolju (1986) (slovenski prevod) (COBISS)
- Problem vožnje po vesolju - Raketni motor (2010) (2. izdaja slovenskega prevoda) (COBISS)

## Priznanja

### Objekti, posvečeni Hermanu Potočniku
- 8. septembra 2006 so v Vitanju, od koder je bil doma Hermanov ded, odprli spominsko sobo, posvečeno temu pionirju astronavtike.[6][7][8]
- 6. septembra 2012 je bilo v Vitanju odprtje Kulturnega središča evropskih vesoljskih tehnologij.

### Poimenovanja
- Po njem se imenujeta ulici v Ljubljani in Gradcu.
- Predlagali so, da bi se mednarodna vesoljska postaja imenovala po njem, vendar predlog ni uspel.
- Po njem se imenuje asteroid 19612 Noordung, odkrit 17. julija 1999 na Observatoriju Črni Vrh.

### Knjige o Hermanu Potočniku
- Primož Premzl: Herman Potočnik Noordung, življenjepis v besedi in sliki (COBISS)
- Herman Potočnik Noordung: mednarodni znanstveni simpozij: zbornik (1999) (COBISS)
- Herman Potočnik Noordung (2008) (COBISS)
- Noordung.doc (2009) (COBISS)